# Salon (Dordonya)
Salon (en francès Salon) és un municipi francès situat al departament de la Dordonya i a la regió de la Nova Aquitània.

## Geografia

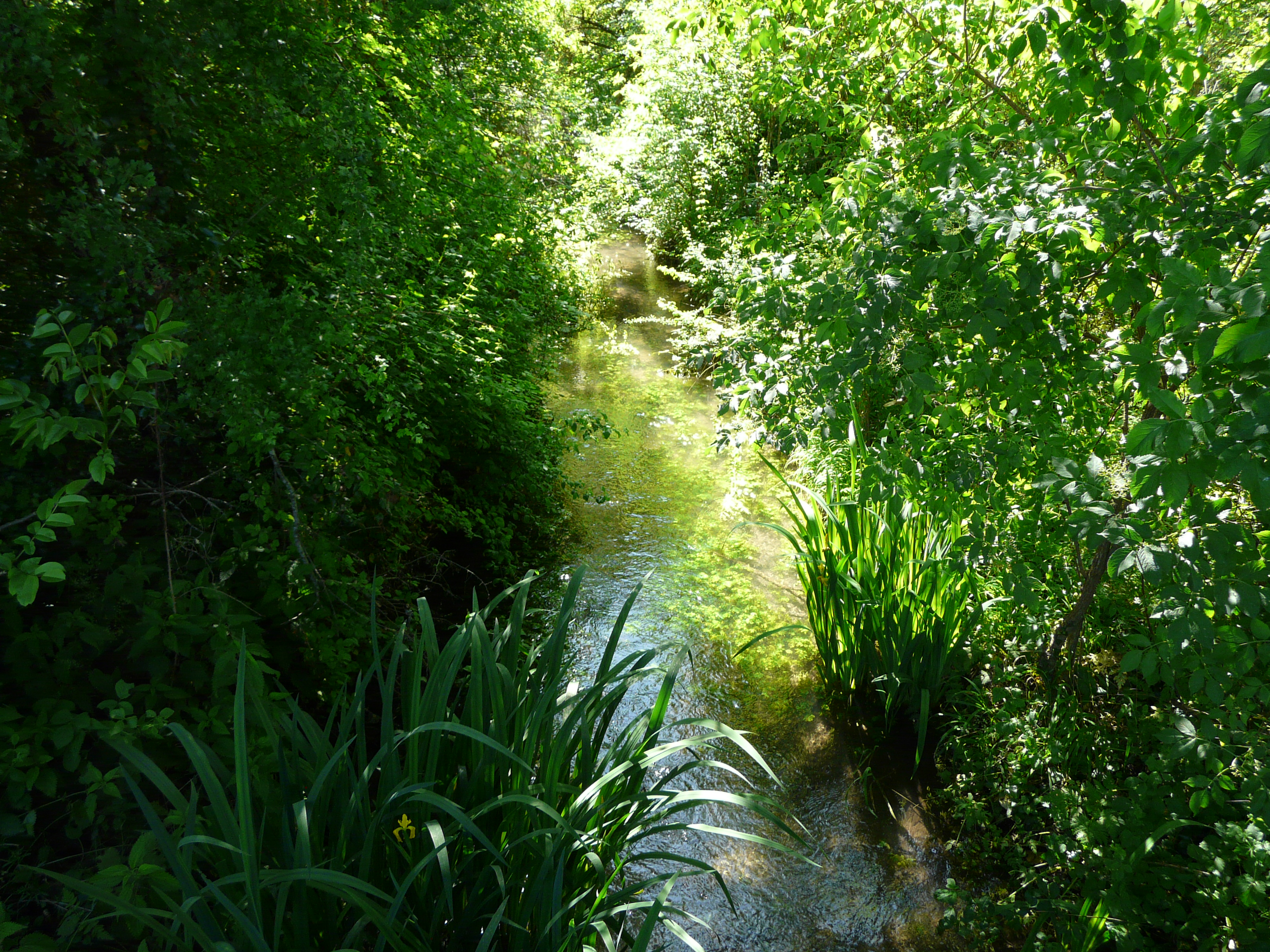
El Vern al seu pas per Salon.

La ciutat de Salon es troba al departament de la Dordonya, al sud del centre de Périgord Es creuada d'est a oest pel Vern, afluent de l'Eila.
El territori municipal està atès per carreteres departamentals (RD) 42E2, 45 i 45E.
L'altitud mínima, 131 metres, es troba a l'oest, a la vall del Vern, a la vora de la ciutat de Vergt. L'altitud màxima amb 246 metres es troba al centre de la ciutat, a la part alta dels turons situats al nord de Vern i del poble de Salon, en un lloc anomenat Fauricat .
Establert al llarg del RD 45, el poble de Salon està situat a distàncies ortodromiques a quatre quilòmetres i mig a l'est de Vergt i setze quilòmetres al nord-oest de Le Bugue.

### Toponímia

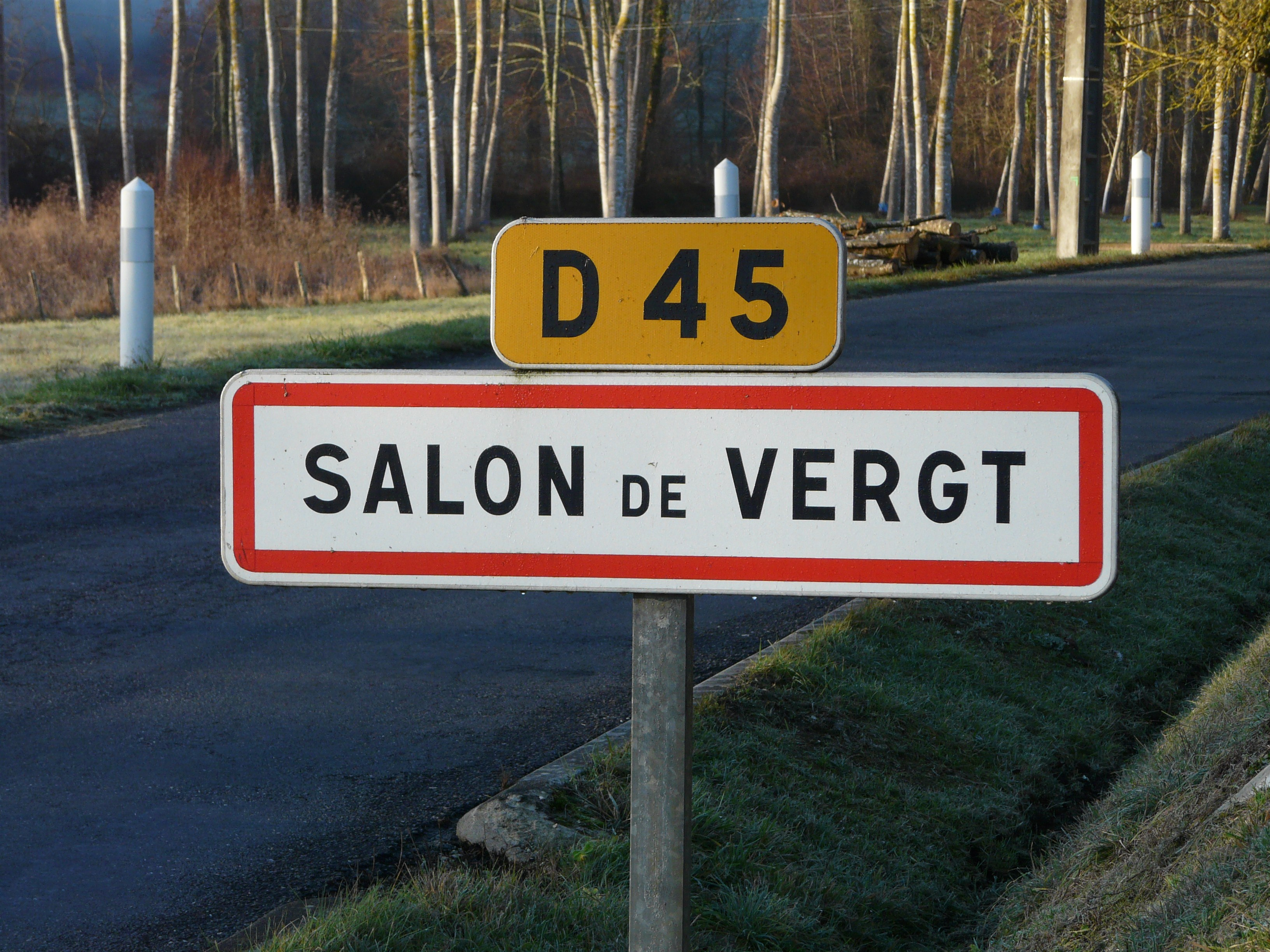
Panell d'entrada al poble de Salon.

Salon és el nom oficial de la ciutat, tot i que localment es diu Salon-de-Vergt.
El nom de la ciutat prové de l'occità Sala, inicialment designant la sala d'acollida d'una casa important, després per extensió, aquesta casa.
En francès com en occità, la ciutat porta el mateix nom.
|                           | Sanilhac          | Lacropte                |
| Vergt                     |                   |                         |
| Saint-Michel-de-Villadeix | Veyrines-de-Vergt | Val de Louyre i Caudeau |

## Història
El primer esment conegut del poble data del segle XIII en forma de El Sala. Al començament del segle següent, va aparèixer la defectuosa forma llatina Silanus (en lloc de Salanus), després a finals del segle XIV Le Salo i Le Salon .
Al mapa de Cassini que representa França entre 1756 i 1789, el poble està identificat amb el nom de Le Sallon .
Durant la Revolució, la comuna de Châteaumissier es va fusionar amb la de Salon .

## Política i administració

### Administratius i electorals
Des de 1790, la comuna de Salon (inicialment anomenada Le Salon) va estar adscrita al cantó de Vergt que va dependre del districte de Perigueux fins al 1795, quan els districtes van ser abolits. El 1801, el cantó, que durant un temps va prendre el nom de cantó de Saint-Jean-de-Vergt, va estar unit a l'arrondissement de Périgueux .
Com a part de la reforma del 2014 definida pel decret del 21 de febrer del 2014, aquest cantó va desaparèixer a les eleccions departamentals del març del 2015. El municipi està unit al cantó del centre de Périgord, el territori del qual es comparteix entre els districtes de Périgueux i Bergerac .

### Intercomunal
A finals del 2001, Salon es va incorporar a la comunitat de pobles de la regió del Vernois des de la seva creació. Aquesta es va dissoldr el 31 de desembre de 2013 i es va substituir l'1 de gener de 2014 per la comunitat de comunes de la regió del Vernois, que es va dissoldre el 31 de desembre de 2016 i llavors els seus municipis es van integrar a la comunitat urbana Le Grand Périgueux des de l'1 de gener de 2017 .

### Llista d'alcaldes
| Període                                  | Període          | Identitat           | Etiqueta | Qualitat         |
| ---------------------------------------- | ---------------- | ------------------- | -------- | ---------------- |
| Les dades que falten s'han de completar. |                  |                     |          |                  |
| 1790                                     | 1816             | Jean Labrousse      |          |                  |
| 1816                                     | 1829             | Pierre Beleynier    |          |                  |
| 1829                                     | 1842             | Jean Labrousse      |          |                  |
| 1842                                     | 1848             | Jean Linares        |          |                  |
| 1848                                     | 1851             | Baptiste Labrousse  |          |                  |
| 1851                                     | 1851             | Nave's Verral       |          |                  |
| 1851                                     | 1856             | Nicolas Guidon      |          |                  |
| 1856                                     | 1857             | Nave's Verral       |          |                  |
| 1857                                     | 1892             | Alban Combefreyroux |          |                  |
| Maig de 1892                             | 1916 o 1917      | Pierre Lambert      |          |                  |
| 1916 o 1917                              | Desembre de 1919 | Philippe Michel     |          | Tinent d'alcalde |
| Desembre de 1919                         | 1925             | Philippe Michel     |          |                  |
| Maig de 1925                             | Maig de 1929     | Antoine Teillet     |          |                  |
| Maig de 1929                             | Maig de 1935     | Abel Verral         |          |                  |
| Maig de 1935                             | Març de 1965     | Philippe Michel     |          |                  |
| Març de 1965                             | Juny de 1995     | Roger Michel        |          |                  |
| Juny de 1995 (reelegit al març de 2014)  | En curs          | Michel Grellety     | PS       | Jubilat          |

### Agermanament
Les comunes del Pays vernois han estat agermanades amb la ciutat canadenca de Saint-Jacques de Montcalm des de 1996 .

## Població i societat

### Demografia
Els habitants de Salon s'anomenen Salonnes (en francès) .
L'evolució del nombre d'habitants és coneguda a través dels censos de la població realitzats a la comuna des del 1793. A partir del 2006, les poblacions legals de les comunes són publicades anualment per la Insee. El cens ara es basa en una recopilació anual d'informació, successivament sobre tots els territoris municipals durant un període de cinc anys. Per als municipis de menys de 10.000 habitants, es realitza una enquesta censal que abasta tota la població cada cinc anys, les poblacions legals dels anys intermedis s'estimen per interpolació o extrapolació. Per al municipi, el primer cens exhaustiu del nou sistema es va dur a terme el 2008 .
El 2017, la ciutat tenia 277 habitants, un augment del 6,13% respecte al 2012 (Dordogne : -0,67%, França, excloent Mayotte : + 2,36%).
| 1793 | 1800 | 1806 | 1821 | 1831 | 1836 | 1841 | 1846 | 1851 | 1856 | 1861 | 1866 | 1872 | 1876 | 1881 | 1886 | 1891 | 1896 | 1901 |
| ---- | ---- | ---- | ---- | ---- | ---- | ---- | ---- | ---- | ---- | ---- | ---- | ---- | ---- | ---- | ---- | ---- | ---- | ---- |
| 489  | 578  | 625  | 764  | 745  | 670  | 672  | 706  | 713  | 648  | 653  | 619  | 568  | 529  | 581  | 547  | 507  | 517  | 474  |

| 1906 | 1911 | 1921 | 1926 | 1931 | 1936 | 1946 | 1954 | 1962 | 1968 | 1975 | 1982 | 1990 | 1999 | 2006 | 2007 | 2008 | 2013 | 2017 |
| ---- | ---- | ---- | ---- | ---- | ---- | ---- | ---- | ---- | ---- | ---- | ---- | ---- | ---- | ---- | ---- | ---- | ---- | ---- |
| 446  | 450  | 414  | 395  | 375  | 342  | 295  | 264  | 237  | 207  | 204  | 205  | 213  | 234  | 243  | 244  | 245  | 272  | 277  |

Del 1962 al 1999: població sense doble recompte ; per a les dates següents: població municipal .
(Fonts: Ldh / EHESS / Cassini fins al 1999 i Inserir des del 2006 .)

## Llocs i monuments

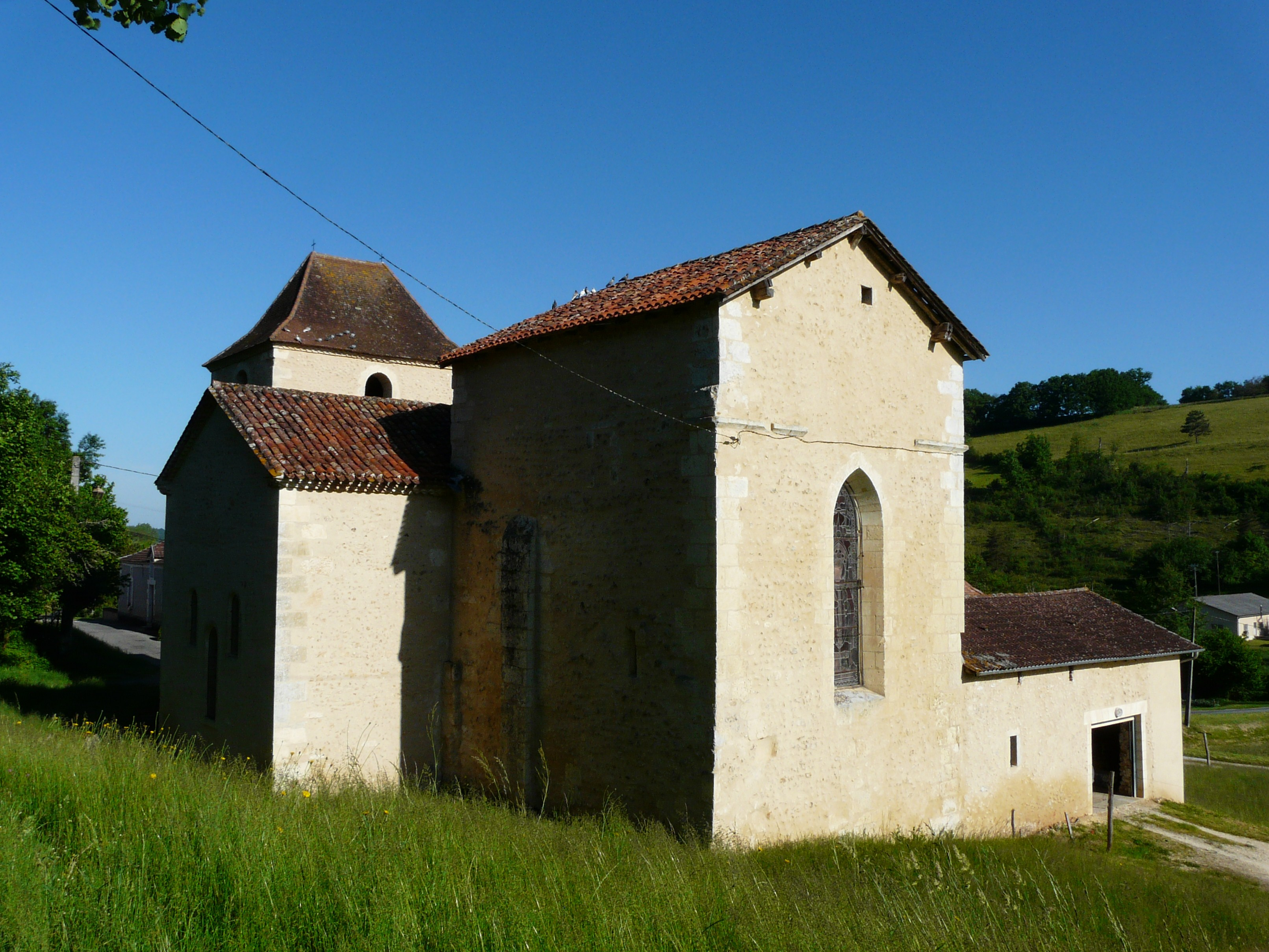
Església de Sant-Sadurni
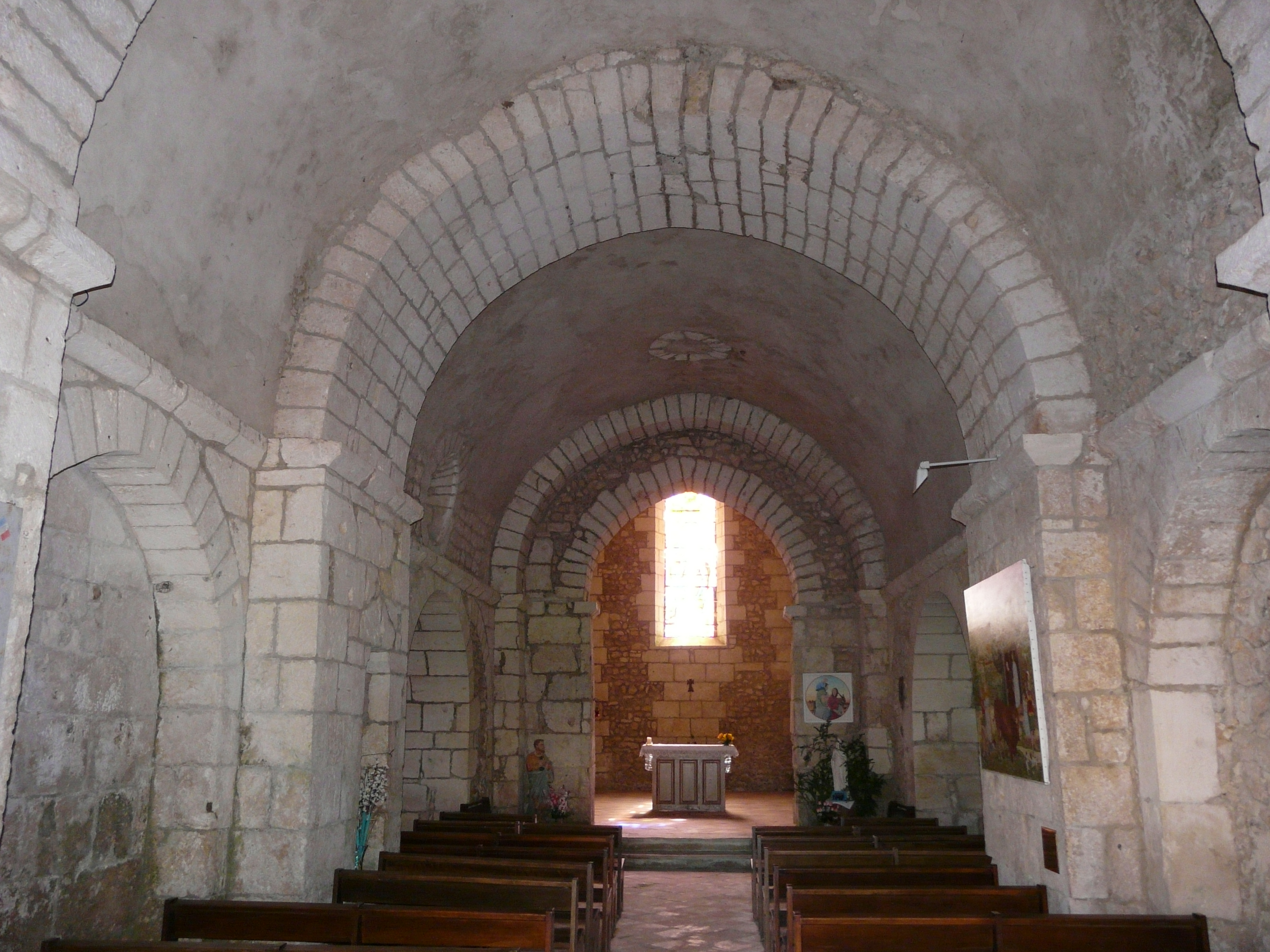
La nau de l'església.
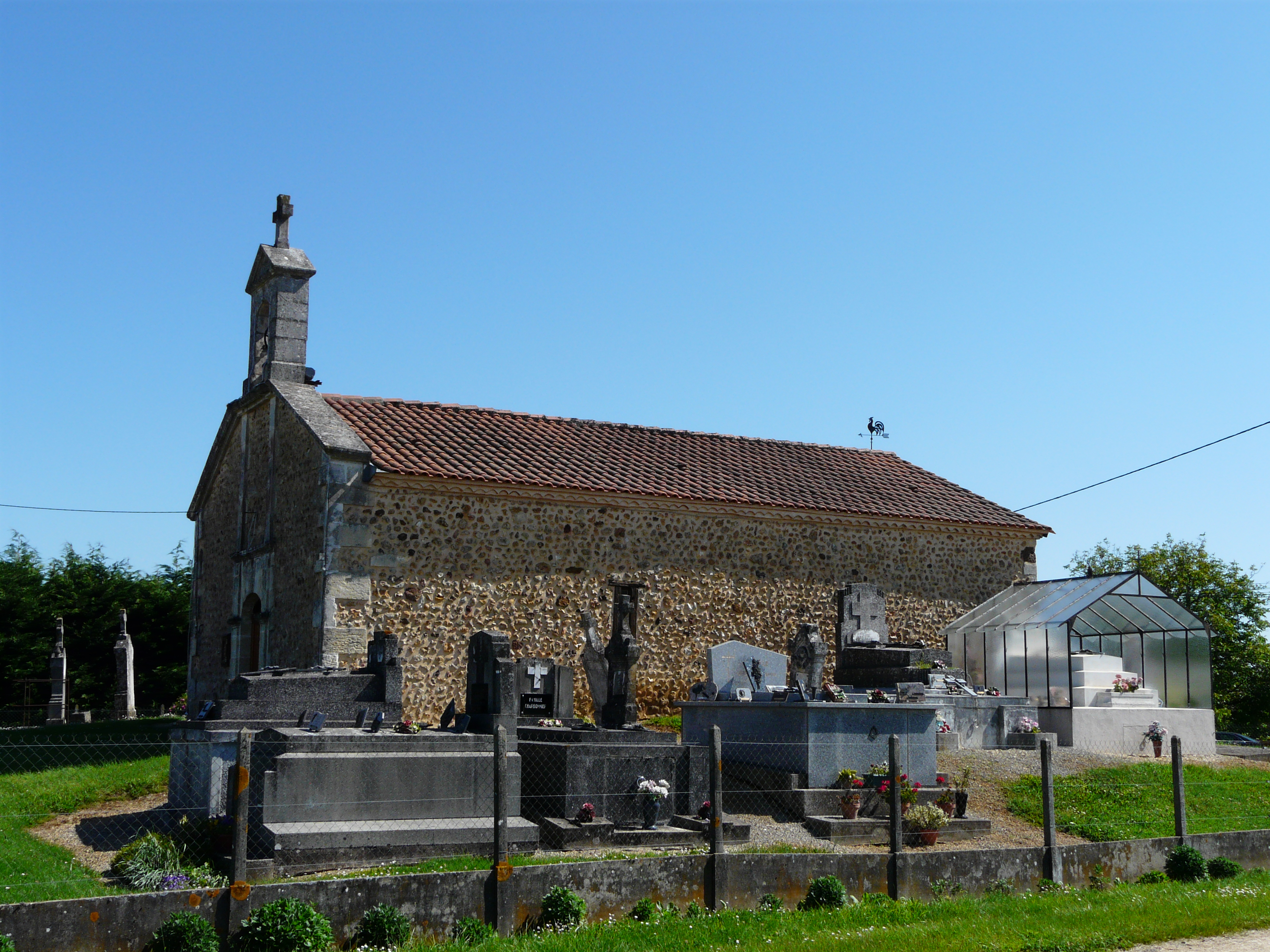
La capella de Sainte-Quiterie.
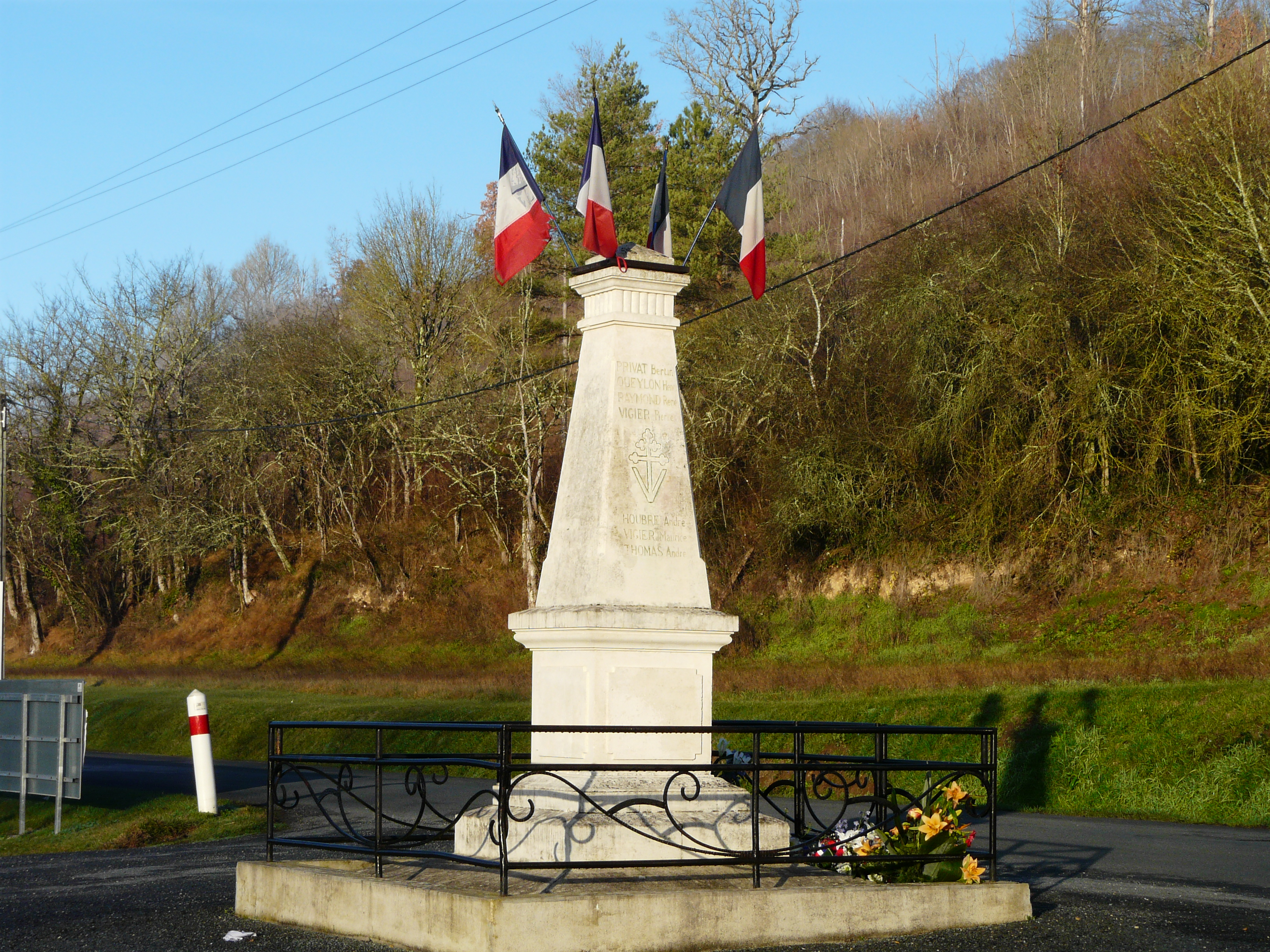
El monument als morts a la guerra.